# Liste des épisodes de Touche pas à mes filles
Cet article présente la liste des épisodes de la série Touche pas à mes filles (8 Simple Rules for Dating My Teenage Daughter).

## Panorama
| Saison | Saison | Épisodes | Première diffusion | Première diffusion | Sortie en DVD |
| Saison | Saison | Épisodes | Début de saison    | Fin de saison      | Sortie en DVD |
| ------ | ------ | -------- | ------------------ | ------------------ | ------------- |
|        | 1      | 28       | 17 septembre 2002  | 20 mai 2003        | 7 août 2007   |
|        | 2      | 24       | 23 septembre 2003  | 18 mai 2004        | 19 mai 2009   |
|        | 3      | 24       | 24 septembre 2004  | 15 avril 2005      | NC            |

## Saison 1 (2002–2003)

### Invités
- Rachel Bilson : La directrice artistique du journal du lycée
- Billy Aaron Brown : Kyle
- Larry Miller : Tommy
- Patrick Warburton : Nick Sharpe
- Nikki Danielle Moore : Jenna Sharpe
- Nicole Mansour : Rachel Sharpe
- Cole Williams : Anthony
- Brian Sites : Jason
- Shelley Long : Mary Ellen Doyle
- John Ratzenberger : Fred Doyle
- Thad Luckinbill : Donny Doyle
- Terry Bradshaw : Steve "Canned Heat" Smith
- Matt Funke : Travis "The Rainman" Smith
- Jason Priestley : Carter Tibbits
- Nick Carter : Ben
- Cybill Shepherd : Maggie

### Épisodes
| № | Titre                                                                        | Réalisation     | Scénario                                                                       | Première diffusion | Code de production |
| --- | ---------------------------------------------------------------------------- | --------------- | ------------------------------------------------------------------------------ | ------------------ | ------------------ |
| 1 | Nouvelle donne Pilot                                                         | Gil Junger      | Tracy Gamble                                                                   | 17 septembre 2002  | 101                |
| Cate décide de reprendre son travail d'infirmière, Paul doit alors s’occuper de leurs deux filles. Il doit faire face à Bridget qui sort avec le fils d'un de ses collègues. Paul et Cate sont choqués d'apprendre que Kerry est suspendue de l'école parce qu'elle sèche ses cours. |                                                                              |                 |                                                                                |                    |                    |
| 2 | Le Mur de la honte Wall of Shame                                             | James Widdoes   | Histoire : W. Bruce Cameron Mise en scène : Mike Langworthy                    | 24 septembre 2002  | 104, SC R-133      |
| Paul est très excité pour voir le grand match du siècle entre le Michigan et l'Ohio. Cate, qui est intéressée d'avoir son diplôme, part pour assister à une conférence et c'est Paul qui va s'en charger des enfants. Cate demande à Paul d'aller lui acheter des médicaments contre l’allergie. Celui-ci demande alors à Bridget de les acheter pour lui. À la pharmacie, Bridget a été piquée pour vol mais refuse de l'admettre. À cause des enfants, Paul rate la grande partie de son match. |                                                                              |                 |                                                                                |                    |                    |
| 3 | Au travail Bridget's First Job                                               | James Widdoes   | Histoire : W. Bruce Cameron Mise en scène : Bill Daly                          | 1er octobre 2002   | 105, SC R-134      |
| Paul se rend compte que Bridget dispense beaucoup d'argent. Lui et Cate sont alors d'accord qu'elle doit trouver un emploi pour apprendre la valeur de l'argent. Bridget trouve facilement un emploi dans un magasin d'habits. Elle s'en sort bien de son travail et ses parents sont très impressionnés. Cependant, à la fin de mois elle constate qu'elle doit au magasin 400 $. Elle a dispensé tout son argent sur les habits. |                                                                              |                 |                                                                                |                    |                    |
| 4 | Vroum, vroum Wings                                                           | James Widdoes   | Histoire : W. Bruce Cameron Mise en scène : Bill Daly et Bonnie Kallman        | 8 octobre 2002     | 106, SC R-135      |
| Bridget veux vraiment passer son permis mais Paul n'est pas d'accord. Kerry décide de participer à concours d'art mais le jour des résultats, elle apprend qu'elle a perdu. Paul rencontre après l'un des juges qui lui annonce que sa fille a de talent mais son dessin était controversé. Cate emmène Bridget pour passer son permis, Bridget le passe avec succès. |                                                                              |                 |                                                                                |                    |                    |
| 5 | Le gendre idéal Son-in-Law                                                   | James Widdoes   | Histoire : W. Bruce Cameron Mise en scène : Tracy Gamble et Martin Weiss       | 15 octobre 2002    | 103, SC R-132      |
| Bridget rompt avec Kyle et sort avec Travis Smith, un joueur de basket. Paul apprend que Travis est le fils de Steve Smith, une légende de baseball dans l'état du Michigan. Bridget profite de son père qui lui laisse faire tout ce qu'elle veut. Pour attirer l'attention de son père Kerry ramène à la maison un garçon prénommé Guy. Paul n'y prête même pas attention et n'est pas inquiet car il pense qu'elle est encore une petite fille. |                                                                              |                 |                                                                                |                    |                    |
| 6 | Pom-pom sœurs Cheerleader                                                    | James Widdoes   | Histoire : W. Bruce Cameron Mise en scène : Paul Ciancarelli et David Dipietro | 22 octobre 2002    | 102, SC R-131      |
| L'équipe de Pom-pom girls du lycée recherche de nouveaux membres. Bridget décide de participer et est très sûre de gagner. Kerry décide elle aussi de tenter sa chance et réussit à gagner sa place. Bridget est déçue qu'ils ont choisi sa sœur plutôt qu'elle. |                                                                              |                 |                                                                                |                    |                    |
| 7 | Les petits monstres d'Halloween Trick or Treehouse                           | James Widdoes   | Histoire : W. Bruce Cameron Mise en scène : Bonnie Kallman                     | 29 octobre 2002    | 107, SC R-136      |
| C'est Halloween et les enfants veulent rompre la tradition familiale qui veut que tous les ans, ils aillent passer la nuit dans une cabane qui se trouve au milieu des bois. En effet, Kerry, Bridget et Rory veulent passer la soirée avec des amies. |                                                                              |                 |                                                                                |                    |                    |
| 8 | Tel est pris qui croyait prendre By the Book                                 | James Widdoes   | Paul Ciancarelli et David Dipietro                                             | 5 novembre 2002    | 108, SC R-137      |
| Pour gagner de nouveau l'amour et le respect de ses filles, Paul décide de suivre les conseils d'un livre sur l'éducation des enfants. Les filles veulent aller un concert et pour ça elle mentent à leurs parents en leur disant qu'elle vont passer la nuit chez des amies. |                                                                              |                 |                                                                                |                    |                    |
| 9 | L'Entremetteur Two Boys for Every Girl                                       | James Widdoes   | Bill Callahan et Philip Wen                                                    | 12 novembre 2002   | 109, SC R-138      |
| Un garçon, prénommé Jason invite Kerry pour sortir avec lui mais Paul refuse car elle n'a pas atteint l'âge requis pour sortir avec des garçons. Cate réussit à lui changer d'avis et la laisse sortir avec lui. Kerry a passé un bon moment avec Jason mais elle est fâché parce qu'il ne l'a pas appelé après. Bridget découvre que Kyle travaille comme placier dans une salle de cinéma et décide de sortir avec un autre garçon. Paul conseille à sa fille de dire la vérité à Kyle. Bridget suit le conseil de son père et Kyle rompt avec elle. |                                                                              |                 |                                                                                |                    |                    |
| 10 | Vive les vacances ! Give It Up                                               | James Widdoes   | Martin Weiss                                                                   | 19 novembre 2002   | 110, SC R-139      |
| Paul réserve la fameuse cabane au bord du lac pour les vacances d'été mais les autres membres de la famille veulent aller ailleurs. Paul leur propose un concours et le gagnant choisira l'endroit où ils vont passer leur vacances. Chacun d'eux doit abandonner quelque chose. Paul doit laisser tomber la télécommande, Bridget le téléphone, Cate le café, Kerry devra arrêter ses sarcasmes et Rory de cafarder. À la fin, il ne reste que Paul et Kerry mais Paul décide d'abandonner le concours. C'est Kerry qui gagne et choisit d'aller passer les vacances à la cabane au bord du lac. |                                                                              |                 |                                                                                |                    |                    |
| 11 | Le Psychopathe Paul Meets His Match                                          | James Widdoes   | Histoire : Dena Waxman Mise en scène : Bonnie Kallman et Martin Weiss          | 26 novembre 2002   | 112                |
| Paul rencontre Nick, son nouveau employé. Comme lui, Nick a de jeunes filles et est très protecteur. Paul et lui deviennent alors amis. Nick refuse à Rory de voir sa fille, Paul se rend compte que lui aussi maltraite les amis de ses filles. Il décide alors d'essayer de les connaître mieux. |                                                                              |                 |                                                                                |                    |                    |
| 12 | Tout ce que je veux pour Noël All I Want for Christmas                       | James Widdoes   | Christy Jacobs White                                                           | 10 décembre 2002   | 113, SC R-142      |
| C'est Noël et Paul veut qu'il soit parfait. Il achète alors un grand sapin et la guerre de la plus belle maison décorée pour Noël commence entre lui et les voisins. Kerry ramène un chien et veut le garder mais Cate et Paul refusent. Cate va chanter en solo à l'église et est très excitée mais elle a très peur de chanter devant toute sa famille. |                                                                              |                 |                                                                                |                    |                    |
| 13 | Deux poids, deux mesures Rory's Got a Girlfriend                             | James Widdoes   | Bill Daly                                                                      | 17 décembre 2002   | 111, SC R-140      |
| Rory a une petite amie et veut l'inviter au cinéma mais il a peur que son père refuse. Paul laisse Rory sortir avec elle et les filles sont fâchées contre lui. Elles pensent que leur père a changé les règles juste parce que Rory est un garçon. Kerry et Bridget ont passé un test d'aptitude mais Kerry est vite contrariée quand elle apprend que Bridget a eu une meilleure note qu'elle. Maintenant tout le monde croit que Bridget est plus intelligente que Kerry. |                                                                              |                 |                                                                                |                    |                    |
| 14 | Vocations Career Choices                                                     | Terry Hughes    | Amy Engelberg et Wendy Engelberg                                               | 7 janvier 2003     | 114, SC R-143      |
| Bridget piège son père en lui faisant signer un papier qui lui fait abandonner le lycée. Paul et Cate sont alors choqués d'apprendre que Bridget ne veut pas aller à la fac et veut devenir esthéticienne. Paul est impressionné par les dessins de Kerry et les montre au superviseur sans savoir que son dessin est la caricature de Madame le proviseur. |                                                                              |                 |                                                                                |                    |                    |
| 15 | Un garçon, deux sœurs : des tonnes d'ennuis [1/2] Kerry's Big Adventure      | James Widdoes   | Tracy Gamble et Martin Weiss                                                   | 21 janvier 2003    | 116, SC R-145      |
| Kerry a rompu avec Jason. Pour lui remonter le moral, Paul demande à Bridget de l'emmener à une fête. À la fête, Kyle et Kerry partagent un baiser. Pendant ce temps, Paul et Cate veulent savoir ce qu'il a dans la boite à secrets de Rory. |                                                                              |                 |                                                                                |                    |                    |
| 16 | Un garçon, deux sœurs : des tonnes d'ennuis [2/2] Come and Knock on Our Door | James Widdoes   | Bill Callahan et Philip Wen                                                    | 28 janvier 2003    | 117, SC R-146      |
| Bridget apprend que sa sœur a embrassé son petit ami Kyle. Elle est alors fâchée contre elle et lui dresse plus la parole. Cate et Paul essayent alors d'arranger les choses entre les deux sœurs. Bridget rompt après avec Kyle. Cet épisode parodie le sitcom des années 70 Vivre à trois (Three's Company). |                                                                              |                 |                                                                                |                    |                    |
| 17 | Bridget, sex cymbale [1/2] Drummer Boy (Part 1)                              | James Widdoes   | Bill Daly                                                                      | 4 février 2003     | 118, SC R-147      |
| Bridget veut réaliser son rêve qui est de devenir membre d'un Girls band. Les parents sont d'accord pour l'encourager et Paul lui achète une batterie. Paul engage après Ben, un prof pour lui donner des cours. Bridget tombe sous le charme de Ben et n'hésite pas à aller le voir jouer en concert sans que ses parents ne soient au courant. Kerry et Jason sont ensemble pour réaliser un projet pour l'école. Kerry est en colère contre lui lorsqu'il dit à Cate qu'elle est jolie. |                                                                              |                 |                                                                                |                    |                    |
| 18 | Bridget, sex cymbale [2/2] Drummer Boy (Part 2)                              | James Widdoes   | Janis Hirsch                                                                   | 11 février 2003    | 119, SC R-148      |
| Avec l'aide de Kerry, Bridget fait croire à ses parents qu'elle est toujours déprimée après qu'on lui a refusé de sortir avec Ben qui très vieux qu'elle. Pour la consoler Cate et Paul lui suggère d'aller passé la nuit chez Amanda. Elle profite de cette occasion pour aller à l'université de l'Ohio pour rejoindre Ben. Kerry insiste pour aller avec elle. En arrivant sur place, Bridget constate que Ben a de nouvelles amies. Rory est obligé de lire Ne tirez pas sur l'oiseau moqueur (To Kill a Mockingbird). |                                                                              |                 |                                                                                |                    |                    |
| 19 | Un père trop cool Cool Parent                                                | James Widdoes   | Paul Ciancarelli et David Dipietro                                             | 18 février 2003    | 120, SC R-149      |
| Paul veut donner une leçon aux enfants qui injurient Rory mais il humilie son fils en se rendant en pantoufles au lycée. Kerry et Bridget se rendent à une fête organisée chez Tommy mais la police l'a interrompue. Paul engueule alors Tommy et le traite de père irresponsable et se porte volontaire pour organiser la prochaine réunion chez lui. Durant la deuxième soirée, Paul s'endort et laisse les enfants sans contrôle. Les enfants s'intéressent à lui et le surnomme Père trop cool. |                                                                              |                 |                                                                                |                    |                    |
| 20 | La Course au best-seller Every Picture Tells a Story                         | Mark Cendrowski | David Flebotte                                                                 | 25 février 2003    | 121, SC R-150      |
| Carter Tibbits, pilote automobile, demande à Paul d'écrire un livre sur sa vie et sa profession. Paul est très excité de pouvoir le faire. Carter les invites chez lui pour diner. Paul fais une blague à ses enfants en leur disant : 20 $ à celui qui vole le meilleur truc. Rory vole alors une photo dans la chambre de Carter. En essayant de rendre la photo, Paul est filmé par une caméra de surveillance et Carter ne veut plus qu'il écrit son livre. |                                                                              |                 |                                                                                |                    |                    |
| 21 | Belle et courageuse Kerry's Video                                            | Terry Hughes    | Bonnie Kallman                                                                 | 11 mars 2003       | 115, SC R-144      |
| Bridget a effacé la vidéo que Kerry a filmé pour son projet de l'école. Paul suggère à Kerry de refaire un autre projet dans lequel Bridget y figurera. Kerry essaye de montrer que pour les gens qui ont un beau physique, la vie est beaucoup plus facile et prend Bridget comme modèle. Bridget est triste que les vidéos la montre comme une personne superficielle. |                                                                              |                 |                                                                                |                    |                    |
| 22 | Floride, nous voilà ! Good Moms Gone Wild                                    | James Widdoes   | Bill Callahan et Philip Wen                                                    | 25 mars 2003       | 124, SC R-153      |
| Toute la famille se rend à la maison des parents de Cate en Floride pour passer les vacances. Kerry et Bridget se rendent secrètement à une fête mais ils apparaissent dans le journal télévisé. Paul les punit mais des anciennes images d'archives montrent Cate s'exhibant avec son ancien petit ami. Paul rencontre après Byron, le petit ami de Cate à l'université. |                                                                              |                 |                                                                                |                    |                    |
| 23 | Être une femme libérée Career Woman                                          | Mark Cendrowski | Rosalind Moore                                                                 | 28 mars 2003       | 122, SC R-151      |
| Cate remplace l'infirmière en chef qui a démissionné et elle est alors obligée de travailler le soir. Elle annonce après qu'elle est en compétition pour obtenir ce poste. Bridget est alors en colère contre sa mère qui n'a plus le temps pour l'aider sur son devoir. Pour lui enlever son obsession d'avoir un singe, Paul donne à Rory sa collection de vieilles vignettes de baseball et lui demande les échanger contre quelque chose d'autre. Mais malheureusement, Rory les troque contre un singe. Cate refuse de prendre le poste d'infirmière en chef pour passer plus de temps avec sa famille. Elle découvre après que Bridget n'était pas en colère contre elle mais elle faisait marcher son père et c'est Kerry qui était malheureuse. |                                                                              |                 |                                                                                |                    |                    |
| 24 | Exclusion Queen Bees and King Bees                                           | James Widdoes   | Martin Weiss                                                                   | 4 avril 2003       | 123, SC R-152      |
| Bridget et Paul se retrouvent dans la même situation : ils sont tous deux exclus de leur cercle d'amis. Tommy remplace Paul au club de poker du journal par son chef Nick. Jenna, la fille de Nick, copie le style vestimentaire de Bridget ainsi que ses expressions et sort même avec son ex petit-ami Kyle. Alors Paul et Bridget décident de faire un plan pour retrouver leur place habituelle qu'ils avaient avant. |                                                                              |                 |                                                                                |                    |                    |
| 25 | Être une mère, c'est pas de la tarte Bake Sale                               | James Widdoes   | Kim Friese                                                                     | 29 avril 2003      | 125, SC R-154      |
| Pour son nouveau cours, Bridget doit s'occuper d'un faux bébé qui constitué d'un paquet de farine. Cate fait visiter l'hôpital où elle travaille à Kerry mais Kerry est triste d'apprendre qu'il y a des enfants qui meurent de faim. Elle décide d'aider la collecte organisée par l'hôpital en vendant des cookies. Pour préparer ses cookies, elle utilise la farine qui constitue le faux bébé. Paul et Rory sont ravis d'aider Bridget et Paul devient nostalgique quand il repense à son passé, quand il a eu ses enfants avec Cate. Il demande même à Cate si elle veut avoir un autre enfant. |                                                                              |                 |                                                                                |                    |                    |
| 26 | Vive les voisins ! The Doyle Wedding                                         | Lynn McCracken  | Rosalind Moore                                                                 | 6 mai 2003         | 128                |
| Malgré le refus des autres membres de la famille, Cate invite leur voisin les Doyle pour diner. Pour les remercier les Doyle les invitent au mariage de leur fille. Paul essaye alors de trouver une excuse pour refuse d'y aller. Ils finissent par accepter et Paul est chargé de faire un discours tandis que Cate devra chanter, Kerry et Bridget seront les demoiselles d'honneur et Rory va s'occuper des bagues. Kerry cache à sa sœur que le fils des Doyle Donny n'est plus moche et idiot. Bridget finit par le découvrir et sort avec lui. |                                                                              |                 |                                                                                |                    |                    |
| 27 | Officier et gentleman [1/2] Sort of an Officer and a Gentleman (Part 1)      | James Widdoes   | Heather MacGillvray et Linda Mathious                                          | 13 mai 2003        | 126                |
| Cate apprend que sa sœur Maggie a des problèmes avec son mari. Paul pense que la famille pourrait l'aider et l'invite pour passer de temps avec eux. Bridget est toujours en relation avec Donny qui est dans l'académie navale. Kerry et Bridget croient que Kyle a une idée derrière la tête lorsqu'il le voit trainer avec leur frère Rory. |                                                                              |                 |                                                                                |                    |                    |
| 28 | Officier et gentleman [2/2] Sort of an Officer and a Gentleman (Part 2)      | James Widdoes   | Janis Hirsch et Bonnie Kallman                                                 | 20 mai 2003        | 127                |
| Maggie semble s'est remis de sa rupture avec son mari. Elle donne à Bridget un soutien-gorge rembourré ce qui énerve Cate. Bridget est jalouse que sa sœur sort avec son ex-petit copain et de fait qu'elle est devenue populaire en sortant avec lui. Paul a trouvé un test de grossesse dans la poubelle et cherche à savoir à qui il appartient et qui pourrait être le père. L'épisode se termine par Cate qui leur annonce que le test de grossesse lui appartient. |                                                                              |                 |                                                                                |                    |                    |

## Saison 2 (2003–2004)

### Invités
- Nikki Danielle Moore : Jenna Sharpe (Épisodes 2 4 6 13 17 20)
- Larry Miller : Tommy (Épisodes 1 4 7 8)
- Adam Arkin : Principal Ed Gibb (Épisodes 22 23 24)
- Cole Williams : Anthony (saison 1 épisode 19, saison 2 épisodes 1 2 9)
- Daniella Monet : Missy (Épisodes 11 13 23)
- Howard Alonzo : André (Épisodes 1 2 9)
- John Ratzenberger : Fred Doyle (Épisodes 1 3 4)
- Jonathan Taylor Thomas : Jeremy (Épisodes 13 14 15)
- Suzanne Pleshette : Laura (Épisodes 4 5 8)
- Artie Lee Anderson : Artie (Épisodes 18 19)
- Cindy Williams : Mary Ellen Doyle (Épisodes 1 3)
- Connie Stevens : Tina (Épisodes 16 23)
- Kaitlin Cullum : Beth Doyle (Épisodes 15 23)
- Kala Savage : Lacey (Épisodes 9 14)
- Liam Sullivan : Zac (Épisodes 17 22 23)
- Nicole Mansour : Rachel Sharpe (Épisodes 18 19)
- Paul Wesley : Damian (Épisodes 1 15)
- Thad Luckinbill : Donny Doyle (Épisodes 1 3)
- Wendie Jo Sperber : Louise (Épisodes 1 9)

### Épisodes
| № | #  | Titre                                                                        | Réalisation    | Scénario                                 | Première diffusion | Code de production |
| --- | -- | ---------------------------------------------------------------------------- | -------------- | ---------------------------------------- | ------------------ | ------------------ |
| 29 | 1  | Une maison de fou Premiere                                                   | James Widdoes  | Tracy Gamble                             | 23 septembre 2003  | 203                |
| Bridget découvre qu'elle n'est plus populaire à l'école à cause de sa relation avec Donny. Par contre Kerry devient de plus en plus populaire en sortant avec Kyle. Cate annonce qu'elle est peut-être enceinte et tous les membres de la famille sont déçus. Le seul soutien que Cate a eu c'est celui de Mary Ellen Doyle qui lui avoue un lourd secret. Lorsque Paul et les enfants ont décidé de la soutenir, Cate leur annonce qu'elle n'est pas enceinte. |    |                                                                              |                |                                          |                    |                    |
| 30 | 2  | L'éducation sexuelle à l'école de Briget Sex Ed                              | Robby Benson   | Gayle Abrams                             | 30 septembre 2003  | 201                |
| Cate a été choisie pour faire le cours d'éducation sexuelle pour la classe de Bridget et Bridget est très embarrassée. Après avoir lu une question posé anonymement par une fille qui reçoit son petit-ami chez elle durant le week-end et compte coucher avec lui, Cate suspecte alors qu'il s'agit de Bridget qui reçoit son petit-copain Donny. Bridget rassure ses parents qu'il s'agit pas d'elle mais d'une autre fille. Paul et Kerry sont allés ensemble au cinéma pour regarder un film français mais maintenant ils peuvent plus se parler après avoir regardé une scène d'amour.                                                                                                  |    |                                                                              |                |                                          |                    |                    |
| 31 | 3  | La mélodie du bonheur Donny Goes AWOL                                        | Robby Benson   | Seth Kurland                             | 7 octobre 2003     | 202                |
| Les Doyles décident d'envoyer un message vidéo pour leur fils qui se trouve à l'école Navale du Maryland. Ils demandent alors à Bridget de lui faire elle aussi un message. Dans la vidéo Bridget rompt avec Donny et la tension monte entre les deux familles. Donny essaye par tous les moyens de récupérer Bridget et décide même d'abandonner son école pour elle. Paul doit trouver un surnom au rôdeur qui sévit dans le quartier sans savoir qu'il s'agit de son fils Rory. Commentaire : C'est le dernier épisode de l'acteur John Ritter. Un clip de ses deux dernières années est diffusé à la fin de l'épisode avec le message : John Ritter 1948–2003. We will never forget you. |    |                                                                              |                |                                          |                    |                    |
| 32 | 4  | Les Adieux [1/2] Goodbye (Part 1)                                            | James Widdoes  | David Flebotte et Martin Weiss           | 4 novembre 2003    | 204                |
| Cate reçoit un coup de fil et sort de la maison en pleurant, les enfants se demandaient ce qui se passe. On lui a annoncé que son mari est mort d'une crise cardiaque au supermarché. Tout le monde est triste et les parents de Cate arrivent de Floride pour réconforter la famille et tous les amis de la famille Hennessy viennent leur présenter toutes leurs condoléances. Cate a peur de dormir dans sa chambre et préfère de dormir sur le canapé. |    |                                                                              |                |                                          |                    |                    |
| 33 | 5  | Les Adieux [2/2] Goodbye (Part 2)                                            | James Widdoes  | Tracy Gamble et Bonnie Kallman           | 4 novembre 2003    | 205                |
| Nick, le patron de Paul, demande à Cate de lui donner l'article sur lequel travaille Paul avant de mourir pour le publier à sa mémoire. Mais Cate et les enfants ne peuvent plus toucher les affaires de Paul. Le père de Cate retrouve l'article et le donne à Cate qui l'imprime et le lit avec les enfants au coucher. |    |                                                                              |                |                                          |                    |                    |
| 34 | 6  | Sans mode d'emploi No Right Way                                              | James Widdoes  | Gayle Abrams                             | 11 novembre 2003   | 206                |
| Les enfants retournent à l'école et Cate reprend son travail. Kerry ne supporte plus que les gens soient gentils avec elle à cause de la mort de son père. Bridget quant à elle s'en sort bien et s'est très vite remise. Kyle dit à Kerry qu'il l'aime mais Kerry ne le croit pas. Le père de Cate passe tout son temps à bricoler ce qui agace sa fille. Bridget est invitée à une fête et pour l'occasion elle achète une robe très courte. Elle décide après de ne pas aller à la fête car son père ne l'aurait pas laisser sortir avec cette robe. Rory est invité chez une fille qui s'est proposée pour l'aider sur ses devoirs.                                                      |    |                                                                              |                |                                          |                    |                    |
| 35 | 7  | Ce que papa aurait voulu What Dad Would Want                                 | James Widdoes  | Bill Daly                                | 18 novembre 2003   | 207                |
| Cate voit que son fils ne pratique plus le basket depuis la mort de son père. Elle l'encourage alors à se présenter aux sélections de basket pour intégrer son l'équipe de Detroit et lui dit que son père ne n'aurait pas voulu le voir abandonner le basket. Le journal où travaillait Paul lui rend un dernier hommage. |    |                                                                              |                |                                          |                    |                    |
| 36 | 8  | Le premier Thanksgiving The First Thanksgiving                               | James Widdoes  | Bonnie Kallman                           | 25 novembre 2003   | 208                |
| C'est le premier Thanksgiving sans Paul. Cate décide d'organiser un repas pour rassembler toute la famille mais les enfants veulent le passer avec leurs amis. La mère de Cate les rejoint ce qui met Jim en colère. Rory se croit l'homme de la maison et décide de surveiller les filles. |    |                                                                              |                |                                          |                    |                    |
| 37 | 9  | Tragédie et marionnettes The Story of Anne Frank and Skeevy                  | James Widdoes  | Tracy Gamble et Bonnie Kallman           | 23 décembre 2003   | 209                |
| Cate encourage Bridget à rejoindre le club d'art de l'école. Elle décroche après le rôle de Anne Frank dans une pièce de théâtre. Kerry est en colère qu'elle croit que sa sœur ne mérite pas ce rôle. Cate demande Bridget de lire Le Journal d'Anne Frank et après l'avoir lu Bridget doute de ses capacités. Rory est obsédé par une poupée mannequin du nom de Skeevy. |    |                                                                              |                |                                          |                    |                    |
| 38 | 10 | Jim à la gym YMCA                                                            | James Widdoes  | Donald Beck et Bonnie Kallman            | 6 janvier 2004     | 210                |
| Bridget décroche un job au club de gym YMCA. Cate décide après d'emmener le reste de la famille au club pour pratiquer un sport. Rory décide de faire de Yoga avec un groupe de filles jeunes mais il souffre d'un problème : son sexe est toujours en érection! Jim se montre très protecteur envers Bridget et frappe un homme qui a fait un commentaire sur elle. Il dit à Cate que sa fille ne devrait pas travailler dans cet endroit mais Cate lui fait confiance. |    |                                                                              |                |                                          |                    |                    |
| 39 | 11 | Notre cher cousin Get Real                                                   | James Widdoes  | Seth Kurland et Ric Swartzlander         | 13 janvier 2004    | 211                |
| C.J. le neveu de Cate s'incruste dans la famille Hennessy. Jim n'est pas heureux de le voir et lui reproche de ne pas avoir dépensé l'argent qu'il lui a donné pour aller à l'université. Cate pense que Rory a besoin d'un homme pour lui parler, C.J. s'en charge. Rory lui demande comment faire pour bien embrasser une fille et C.J. lui dit de pratiquer. Rory embrasse alors une autre fille et sa petite amie rompt avec lui. |    |                                                                              |                |                                          |                    |                    |
| 40 | 12 | Ados à dos Consequences                                                      | James Widdoes  | Bill Callahan                            | 27 janvier 2004    | 212                |
| Rory veut être populaire lorsqu'il sera au lycée. Il vole alors un chien de police lorsqu'il apprend que son cousin avait fait la même chose avec la mascotte de son école. Le chien trouve après de la marijuana dans le sac de Kerry. Cate est choquée et pense que c'est à cause de la mort son père. Bridget, de son côté, se fait ramener à la maison par la police car elle n'a pas mis un casque sur la moto de son petit ami. |    |                                                                              |                |                                          |                    |                    |
| 41 | 13 | Les opposés s'attirent [1/3] Opposites Attract (Part 1)                      | James Widdoes  | Gayle Abrams                             | 10 février 2004    | 213                |
| Jeremy donne des cours à Bridget pour qu'elle obtienne de bonnes résultats et qu'elle intègre une bonne école. Le jour de la Saint-Valentin son petit ami tombe malade, Bridget est alors forcer de demander à Jeremy de le remplacer. Bridget tombe amoureuse de lui. Kerry déteste le jour de la Saint-Valentin, Kyle ne lui achète pas de cadeau. Rory achète un cadeau pour Missy mais sa mère croit que c'est à elle qu'il a acheté. |    |                                                                              |                |                                          |                    |                    |
| 42 | 14 | Les opposés s'attirent [2/3] Opposites Attract (Part 2)                      | James Widdoes  | Paul Ciancarelli et David Dipietro       | 17 février 2004    | 214                |
| Bridget décide d'accompagner Kerry à une soirée des geeks pour être à côté de Jeremy. Elle est choquée après avoir découvert qu'il s'intéresse à une autre fille. Jim met le feu au van de C.J. Cate oblige alors son père à partager sa chambre avec C.J., ce qui déplait à C.J. et à Jim. |    |                                                                              |                |                                          |                    |                    |
| 43 | 15 | Les opposés s'attirent [3/3] Opposites Attract: Night of the Locust (Part 3) | James Widdoes  | Bill Callahan et Bill Daly               | 24 février 2004    | 215                |
| L'ex-petit ami de Bridget est de retour à Detroit mais elle n'a pas envie de blesser Jeremy. Kerry est en colère après qu'une danse chaperonnée par Cate et Jim a été interdite de son cursus car elle est jugée très provocante. Elle planifie alors sa revanche. Elle exécute alors une danse provocante et C.J. et Rory communiquent ce scandale sur Internet. Jim tombe amoureux de Mlle Mckenna, membre du comité de l'université. |    |                                                                              |                |                                          |                    |                    |
| 44 | 16 | Blonde platine Daddy's Girl                                                  | James Widdoes  | Dave Flebotte et Tracy Gamble            | 2 mars 2004        | 216                |
| Kerry décide de se teindre les cheveux en blond platine pour oublier son histoire amoureuse avec Kyle ce qui énerve Bridget. |    |                                                                              |                |                                          |                    |                    |
| 45 | 17 | Kerry est un tyran Mall in the Family                                        | James Widdoes  | Tamiko K. Brooks et Christy Jacobs White | 16 mars 2004       | 219                |
| Pour réunir un peu d'argent, Kerry accepte de travailler dans un fast-food et vite elle devient assistante manager. Jim s'est fait embaucher pour s'occuper de la caisse. Elle s'aperçoit qu'il n'est pas gentil avec les clients et pour elle, la seule solution est de le virer. C.J. a été pris comme vigile au centre commercial et il pique Bridget en train de se faufiler en douce dans le cinéma sans payer. Rory vend des objets de la famille sur Internet. |    |                                                                              |                |                                          |                    |                    |
| 46 | 18 | La fugue [1/2] Let's Keep Going (Part 1)                                     | James Widdoes  | Martin Weiss                             | 30 mars 2004       | 217                |
| 47 | 19 | La fugue [2/2] Let's Keep Going (Part 2)                                     | James Widdoes  | Martin Weiss                             | 6 avril 2004       | 218                |
| 48 | 20 | Chaperon malgré lui C.J.'s Party                                             | James Widdoes  | Paul Ciancarelli et David Dipietro       | 20 avril 2004      | 220                |
| 49 | 21 | La fête des mères Mother's Day                                               | Pat Doak       | Grant Nieporte et Robert Spina           | 4 mai 2004         | 221                |
| 50 | 22 | Le râteau The Principal                                                      | Lynn McCracken | Seth Kurland                             | 11 mai 2004        | 224                |
| 51 | 23 | C'est les vacances [1/2] Finalé Part Un (Part 1)                             | James Widdoes  | Bonnie Kallman et Martin Weiss           | 18 mai 2004        | 222                |
| 52 | 24 | C'est les vacances [2/2] Finalé Part Deux (Part 2)                           | James Widdoes  | Bill Callahan et Bill Daly               | 18 mai 2004        | 223                |

## Saison 3 (2004–2005)

### Invités
- Adam Arkin : Ed Gibb (Épisodes 1 2 3 8 9 13 14 23)
- Sam Horrigan : Pete (Épisodes 1 3 6)
- Billy Aaron Brown : Kyle (Épisodes 1 3)
- Dan Cortese : Coach Scott McAllister (Épisodes 7 8)
- Jamie Starr : Leo (Épisodes 7 16)
- Marisa Theodore : Marisa (Épisodes 3 7)
- Pamela Anderson : Cheryl (Épisodes 14 19)
- Suzy Nakamura : Professeur Mindy Krupp (Épisodes 11 19)
- Leighton Meester : Nikki (Épisodes 21)
- Matt Lanter : Brendon (Épisodes 21)
- Shawn Pyfrom : Un ami de rory (Épisode 4)
- Liam Sullivan : Duane (Épisode 21)
- Nicole Richie : Ashley (Épisode 24)
- Nikki Danielle Moore : Jenna Sharpe (Épisode 1)
- Vanessa Lengies : Monica (Épisode 21)
- Kyle Howard : Bruno (Épisode 16)
- Josh Henderson : Tyler Mcbane (Episode 4)
- Shawn Pyfrom : Un ami de Rory (Episode 4)
- Raquel Welch : Jackie (Episode 10)
- Ed O'Neill : Matt Walsh (Episode 15)

### Épisodes
| №  | #  | Titre                                     | Réalisation    | Scénario                                                               | Première diffusion | Code de production |
| -- | -- | ----------------------------------------- | -------------- | ---------------------------------------------------------------------- | ------------------ | ------------------ |
| 53 | 1  | C'est la rentrée First Day of School      | James Widdoes  | Kathy Ann Stumpe                                                       | 24 septembre 2004  | 302                |
| 54 | 2  | Le droit d'aînesse Changes                | James Widdoes  | Seth Kurland                                                           | 1er octobre 2004   | 301                |
| 55 | 3  | Aux petits soins School Nurse             | James Widdoes  | Rob Hanning                                                            | 8 octobre 2004     | 303                |
| 56 | 4  | Mise en boîte Out of the Box              | James Widdoes  | Martin Weiss                                                           | 15 octobre 2004    | 304                |
| 57 | 5  | L'innocent idéal Car Trouble              | James Widdoes  | Hayes Jackson                                                          | 22 octobre 2004    | 305                |
| 58 | 6  | Un Zorro zéro Halloween                   | Lynn McCracken | Steve Baldikoski et Bryan Behar                                        | 29 octobre 2004    | 306                |
| 59 | 7  | Le coach Coach                            | James Widdoes  | Laurie Gelman                                                          | 5 novembre 2004    | 307                |
| 60 | 8  | Petits malentendus en famille Secrets     | James Widdoes  | Bonnie Kallman                                                         | 12 novembre 2004   | 308                |
| 61 | 9  | Tout feu, tout flamme Thanksgiving Guest  | James Widdoes  | Histoire : Dena Waxman Mise en scène : Tamiko K. Brooks et Rob Hanning | 26 novembre 2004   | 310                |
| 62 | 10 | Silence, on tourne Vanity Unfair          | James Widdoes  | Paul Ciancarelli et David Dipietro                                     | 3 décembre 2004    | 309                |
| 63 | 11 | Jeu, set et maths ! Princeton Girl        | James Widdoes  | Tamiko K. Brooks                                                       | 10 décembre 2004   | 311                |
| 64 | 12 | L'esprit de Noël A Very C.J. Christmas    | James Widdoes  | Kathy Ann Stumpe                                                       | 17 décembre 2004   | 312                |
| 65 | 13 | Des tonnes de remords The Sub             | James Widdoes  | Steve Baldikoski et Bryan Behar                                        | 7 janvier 2005     | 313                |
| 66 | 14 | Liaison très dangereuse C.J.'s Temptation | James Widdoes  | Steve Baldikoski et Bryan Behar                                        | 7 janvier 2005     | 314                |
| 67 | 15 | Mariée, trois enfants Old Flame           | James Widdoes  | John Peaslee et Judd Pillot                                            | 14 janvier 2005    | 315                |
| 68 | 16 | Secrets de filles Closure                 | James Widdoes  | Seth Kurland                                                           | 21 janvier 2005    | 316                |
| 69 | 17 | Carton rouge ! Volleybrawl                | Barnet Kellman | Hayes Jackson                                                          | 28 janvier 2005    | 317                |
| 70 | 18 | Dans la peau de ma mère Freaky Friday     | James Widdoes  | W. Bruce Cameron                                                       | 4 février 2005     | 318                |
| 71 | 19 | Une bête d'amour Torn Between Two Lovers  | James Widdoes  | John Peaslee et Judd Pillot                                            | 11 février 2005    | 319                |
| 72 | 20 | Le sens des valeurs C.J.'s Real Dad       | James Widdoes  | Rob Hanning                                                            | 18 février 2005    | 320                |
| 73 | 21 | L'after The After Party                   | Patricia Doak  | Grant Nieporte et Robert Spina                                         | 4 mars 2005        | 322                |
| 74 | 22 | La loi du plus fort The Teachers Lounge   | James Widdoes  | Paul Ciancarelli et David Dipietro                                     | 1er avril 2005     | 323                |
| 75 | 23 | Les deux font la paire The Sleepover      | James Widdoes  | John Peaslee et Judd Pillot                                            | 8 avril 2005       | 321                |
| 76 | 24 | Amour, chèvre et margaritas Ditch Day     | James Widdoes  | Jeremiah Leibowitz                                                     | 15 avril 2005      | 324                |